# Скубарчево
Скубарчево (пол. Skubarczewo) — село в Польщі, у гміні Орхово Слупецького повіту Великопольського воєводства.
Населення — 224 особи (2011).
У 1975—1998 роках село належало до Конінського воєводства.

## Демографія
Демографічна структура станом на 31 березня 2011 року:
|          | Загалом | Допрацездатний вік | Працездатний вік | Постпрацездатний вік |
| -------- | ------- | ------------------ | ---------------- | -------------------- |
| Чоловіки | 117     | 21                 | 82               | 14                   |
| Жінки    | 107     | 12                 | 58               | 37                   |
| Разом    | 224     | 33                 | 140              | 51                   |